# طابع البريد الجوي

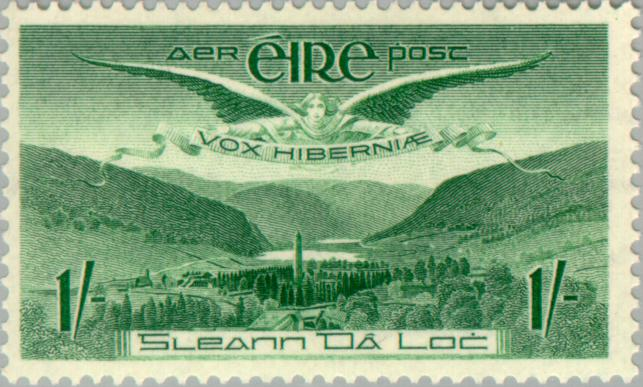
طابع بريد جوي أيرلندي بقيمة 1 شلن عام 1949

طابع البريد الجوي هو طابع بريدي مخصص لدفع رسوم البريد الجوي بالإضافة إلى سعر البريد السطحي ‏، أو سعر البريد الجوي الكامل، مقابل عنصر بريد يُنقل عن طريق الجو.
لا ينبغي الخلط بين طوابع البريد الجوي وآداب البريد الجوي، والتي تُلصق على البريد كتعليمات للسلطة البريدية بأن البريد يجب أن يُنقل عن طريق الجو.

## التطور

### التاريخ

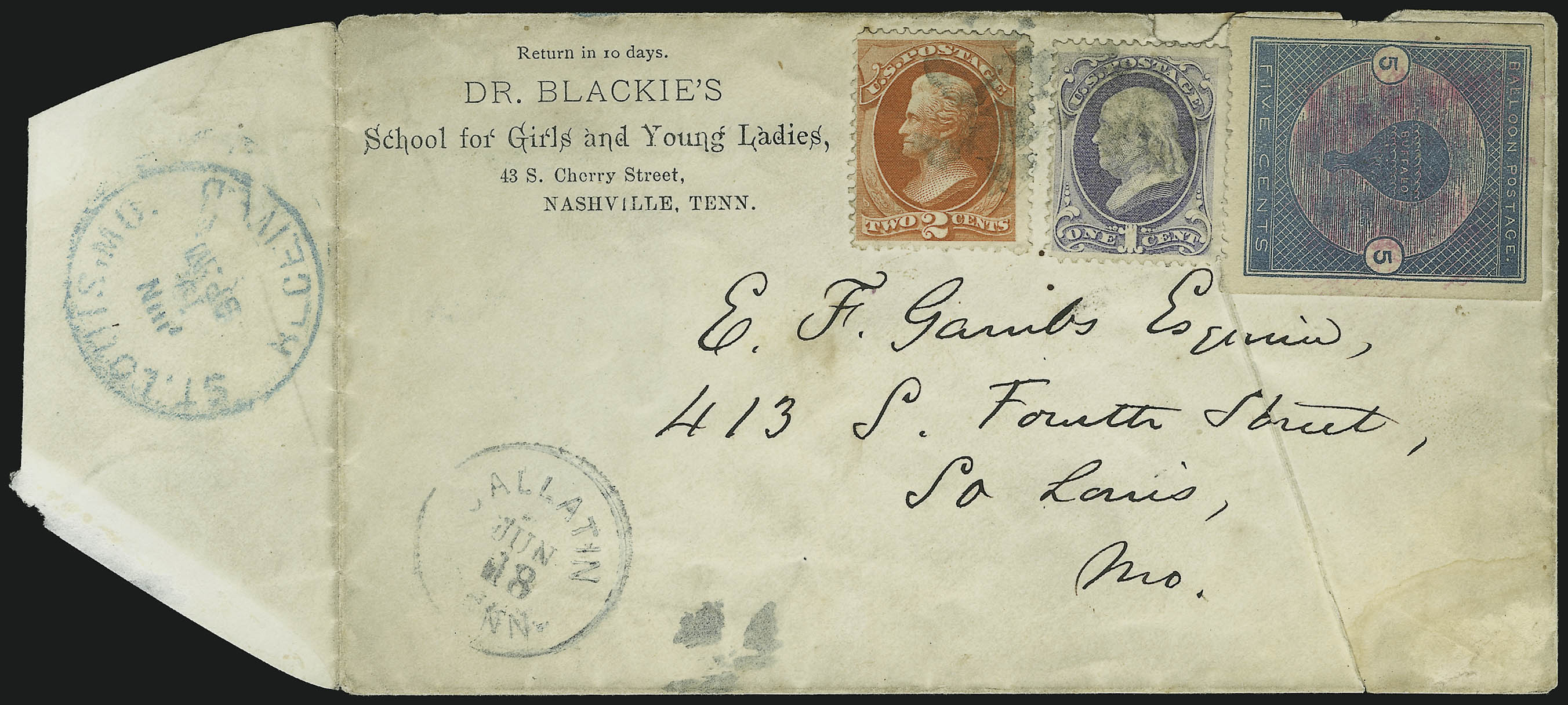
على متن رحلة منطاد "بافالو" في 18 يونيو 1877 من ناشفيل إلى جالاتين بولاية تينيسي. عليهِ ثلاثة طوابع: من اليمين ملصق بريد جوي لمنطاد "بافالو" بفئة 5 سنتات مع 3 سنتات إضافية من الطوابع البريدية لدفع ثمن التوصيل إلى الوجهة النهائية؛ سانت لويس مو.

بدأت العديد من البلدان بتجربة الرحلات الجوية مع تطوّر الطيران، وبدأت السلطات البريدية تفكر في نقل البريد جواً. كانت الرحلات الجوية غير رسمية في البداية ولكن بعض الرحلات الجوية مثل رحلة بالون بوفالو عام 1877، كانت تحمل البريد وكانت تُلصق عليها ملصقات تشبه الطوابع. كانت تكلفة رسائل البريد الجوي في البداية أعلى من تكلفة البريد السطحي ‏.
أُصدرت طوابع البريد الجوي والطوابع الإضافية للبريد الجوي على الرغم من أن بعض البلدان قيدت استخدام طوابع البريد الجوي فقط على الرسائل المرسلة بالبريد الجوي، في حين سمحت بلدان أخرى باستخدامها لخدمات بريدية أخرى.

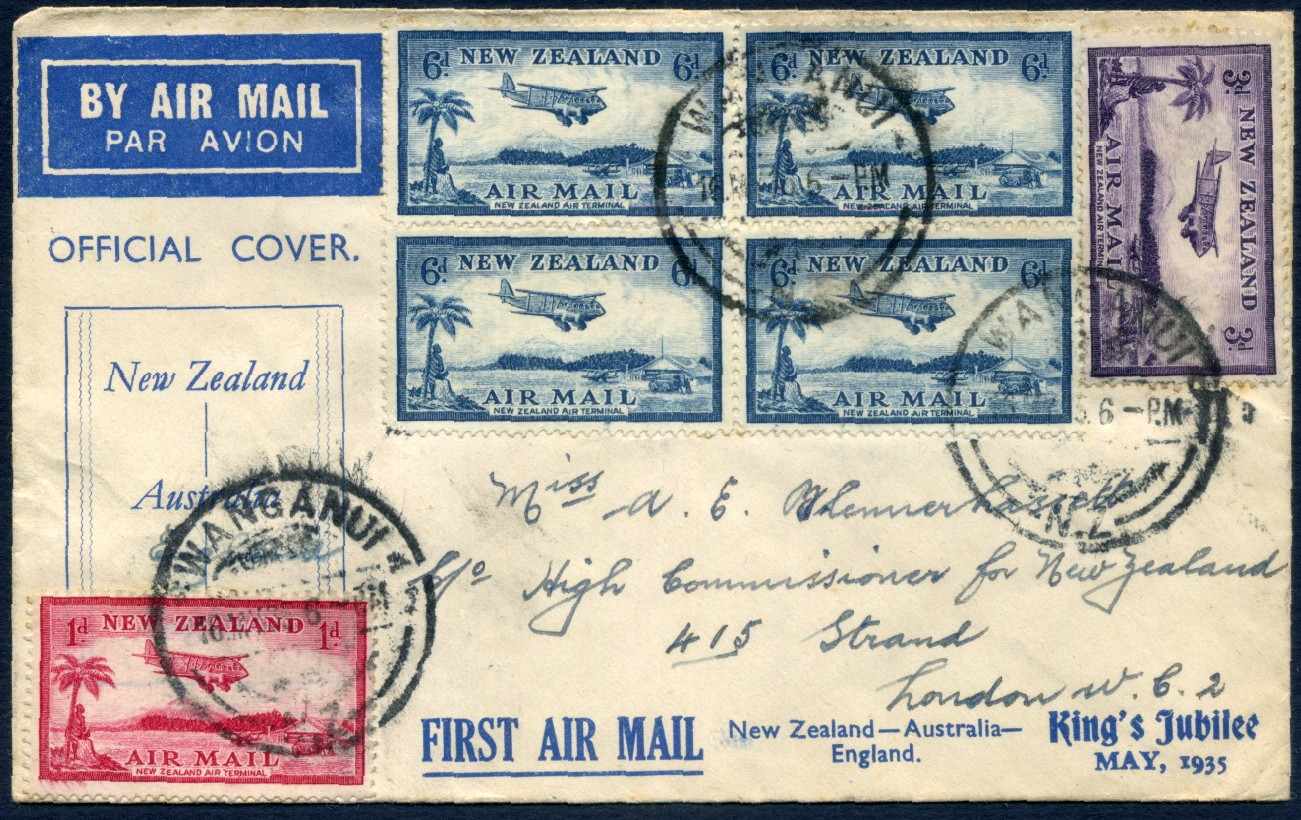
1935 أول غلاف لرحلة جوية من نيوزيلندا إلى إنجلترا بثلاث فئات من طوابع البريد الجوي التي تدفع سعر 2 شلن و4 بنسات

كان أول طابع يصور طائرة هو طابع بريد أمريكي بقيمة 20 سنتًا صدر في الأول من يناير عام 1913 ولكنه لم يكن مخصصًا للبريد الجوي، أظهرت المجموعة المكونة من 12 طابعًا طرق النقل والتسليم. وبعد أربع سنوات صدر طابع بريد جوي في إيطاليا. أُنتجت العديد من الطوابع المبكرة عن طريق إضافة طوابع إضافية إلى الطوابع الأخرى؛ في البداية في عام 1917، استخدمت إيطاليا طوابع البريد السريع؛ واستخدمت النمسا الطوابع العادية في عام 1918، واستخدمت السويد الطوابع الرسمية في عام 1920. ومن الأمثلة الأخرى استخدام الطوابع المالية وطوابع التلغراف وطوابع البريد وطوابع الطرود من دول أخرى. أُصدرت طوابع البريد الجوي مقابل خدمات إضافية، مثل البريد الجوي المسجل والبريد الجوي السريع والبريد الجوي الميداني وأيضا مع رسوم الرعاية الاجتماعية.

### فرع جديد لجمع الطوابع
عندما أصدرت العديد من البلدان طوابع بريد جوي في عشرينات وثلاثينات القرن العشرين للإعلان عن طرق البريد الجوي الجديدة الخاصة بها ظهر فرع جديد من جمع الطوابع هو جمع طوابع البريد الجوي. وقد أدى هذا إلى التوسع الذي يشمل جمع الأغلفة وغيرها من العناصر البريدية التي تحملها الطائرات. كانت العناصر المرسلة بالبريد الجوي في الأيام الأولى باهظة الثمن بسبب شعبية منطقة التجميع هذه. تُنتج كتالوجات وألبومات متخصصة لهواة جمع طوابع البريد الجوي وغيرها من العناصر الجوية. تتميز العديد من طوابع البريد الجوي بموضوعات الطيران والتي تعد مجالاً لجمع الطوابع.

## طابع البريد الجوي

### طوابع البريد الجوي الأولى

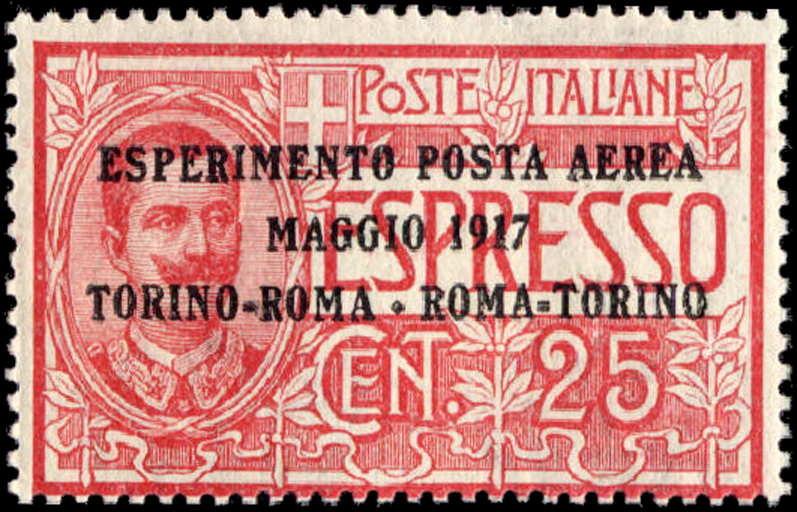
أول طابع بريدي أُصدر لرحلة بريدية جوية للبريد الإيطالي في مايو 1917

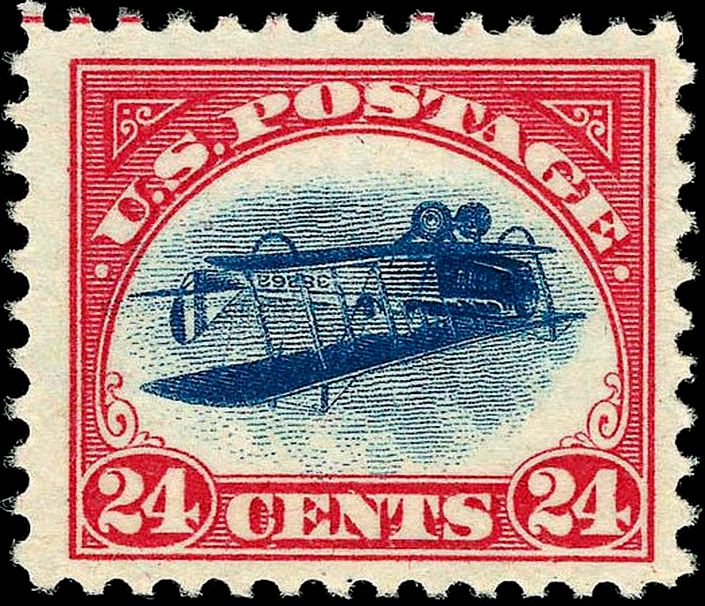
طابع بريد جوي أمريكي مقلوب جيني عام 1918

أُصدر أول طابع بريدي لرحلة جوية في مايو 1917 عندما بدأت هيئة البريد الإيطالية بطباعة طوابع التسليم الخاصة الموجودة لديها. أصدرت إدارة البريد في الولايات المتحدة في العام التالي أول طابع بريد جوي أُصدر خصيصًا لهذا الغرض؛ وفي حين أنه لا يحمل عبارة "بريد جوي" أو "بريد جوي" مطبوعة عليه، فإنه يصور طائرة كورتيس جي إن-4 Curtiss JN-4. وُجِد أن لوحة واحدة من 100 طابع بريد تحتوي على خطأ عكسي يُعرف باسم "جيني المقلوبة"، لأن صورة الطائرة في المنتصف مقلوبة بالنسبة للإطار الخارجي. يعد هذا الخطأ أحد أكثر طوابع البريد الجوي شهرة. أصدرت العديد من البلدان مثل ألمانيا وفنلندا وروسيا والولايات المتحدة طوابع بريد جوي خاصة أو طوابع مطبوعة لرحلات زبلين التي كانت في أواخر عشرينات وأوائل ثلاثينات القرن العشرين.

### قضايا طوابع البريد الجوي المحلية
لا تصدر طوابع البريد الجوي شبه الرسمية من السلطات البريدية ولكنها تخضع لموافقة رسمية وتستخدم أحيانًا للبريد المحلي، ومن الأفضل الإشارة إليها على أنها ملصقات وليس طوابع. على سبيل المثال، كما هو مذكور أعلاه، فقد استخدمت طوابع البالون الخاصة بـ 5 سنتات في بوفالو في 18 يونيو 1877، لرحلة بالون من ناشفيل إلى غالاتين. كما حملت طائرة فين فيز فلاير، وهي طائرة مبكرة، طوابع شبه رسمية في رحلتها عام 1911 عبر الولايات المتحدة.